# 92097 Aidai
92097 Aidai è un asteroide della fascia principale. Scoperto nel 1999, presenta un'orbita caratterizzata da un semiasse maggiore pari a 3,2484883 UA e da un'eccentricità di 0,0955165, inclinata di 1,14276° rispetto all'eclittica.